# Vitória de Saxe-Coburgo-Saalfeld
Vitória de Saxe-Coburgo (nome pessoal em alemão: Marie Luise Victoire von Sachsen-Coburg; Coburgo, 17 de agosto de 1786 — Windsor, 16 de março de 1861), foi uma princesa alemã de Saxe-Coburgo e mãe da rainha Vitória do Reino Unido. Como a viúva de Emico Carlos, Príncipe de Leiningen, desde 1814 ela serviu como regente do Principado durante a menoridade de seu filho do seu primeiro casamento, Carlos, até seu segundo casamento em 1818 com o príncipe Eduardo, Duque de Kent e Strathearn, quarto filho de rei Jorge III do Reino Unido.

## Início de vida
Vitória nasceu em 17 de Agosto de 1786 em Coburgo, Ducado de Saxe-Coburgo. Era a sétima filha, quarta menina, de Francisco, Duque de Saxe-Coburgo e de sua segunda esposa, a condessa Augusta de Reuss-Ebersdorf. Entre seus irmãos, estavam Ernesto I, Duque de Saxe-Coburgo-Gota e o futuro rei Leopoldo I da Bélgica que, em 1816, casou-se com a princesa Carlota de Gales, a única filha legítima do futuro rei Jorge IV do Reino Unido e por isso herdeira ao trono britânico.

## Casamentos

### Primeiro casamento
Em 21 de dezembro de 1803, em Coburgo, Vitória desposou Emico Carlos, Príncipe de Leiningen (1763–1814), cuja primeira esposa, Henriqueta Reuss de Ebersdorf, tinha sido a tia materna de Vitória. Eles tiveram dois filhos:
- Carlos Frederico Guilherme Emico, nascido em 12 de setembro de 1804.
- Ana Teodora Augusta Carlota Guilhermina, nascida em 7 de dezembro de 1807.

Através de seu primeiro casamento, ela é uma ancestral matrilinear direta de vários membros da atual realeza europeia, incluindo a rainha Isabel II do Reino Unido (e seu marido Filipe, Duque de Edimburgo), o rei Carlos XVI Gustavo da Suécia, o rei Filipe VI da Espanha (e seus pais, os reis eméritos Juan Carlos da Espanha e Sofia da Espanha), os ex-reis Constantino II da Grécia e sua esposa Ana Maria da Dinamarca, a rainha Margarida II da Dinamarca, e o rei Haroldo V da Noruega. 

### Regência
Após a morte de seu primeiro marido, Vitória serviu como regente do Principado de Leiningen durante a menoridade de seu filho Carlos.

### Segundo casamento
Em 29 de maio de 1818, em Coburgo (e novamente em 11 de julho de 1818, no Palácio de Kew), Vitória casou-se com o príncipe Eduardo, Duque de Kent e Strathearn, quarto filho do rei Jorge III. O duque e a duquesa de Kent tiveram uma filha:
- Alexandrina Vitória, nascida em 24 de maio de 1819. Futura rainha Vitória do Reino Unido.

## Morte do Duque de Kent
Depois da morte de seu segundo marido, a viúva duquesa de Kent tinha poucos motivos para permanecer na Inglaterra, pois falava precariamente o inglês e tinha um palácio em Coburgo, onde poderia viver a bom preço com os rendimentos de seu primeiro marido, o falecido príncipe de Leiningen. 
Entretanto, na época, a sucessão britânica estava longe de ser assegurada: dos três irmãos mais velhos do duque de Kent, onde dois estavam separados de suas esposas e um não conseguia gerar nenhum filho sobrevivente em seu casamento. A duquesa então decidiu que seria melhor apostar na acessão de sua filha, em vez de mudar-se para viver sossegadamente em Coburgo. Ela procurou ajuda do governo britânico, tendo herdado os débitos de seu segundo marido. Na época, a jovem princesa Vitória era a quarta na linha de sucessão ao trono, e o parlamento não estava apto para sustentar outro membro da realeza empobrecido. A duquesa teve direito a uma suíte no dilapidado Palácio de Kensington, bem como outros nobres empobrecidos. Em Kensington, ela criou sua filha Vitória, que se tornaria rainha da Grã-Bretanha e Irlanda e Imperatriz da Índia.

## Rixa na família real

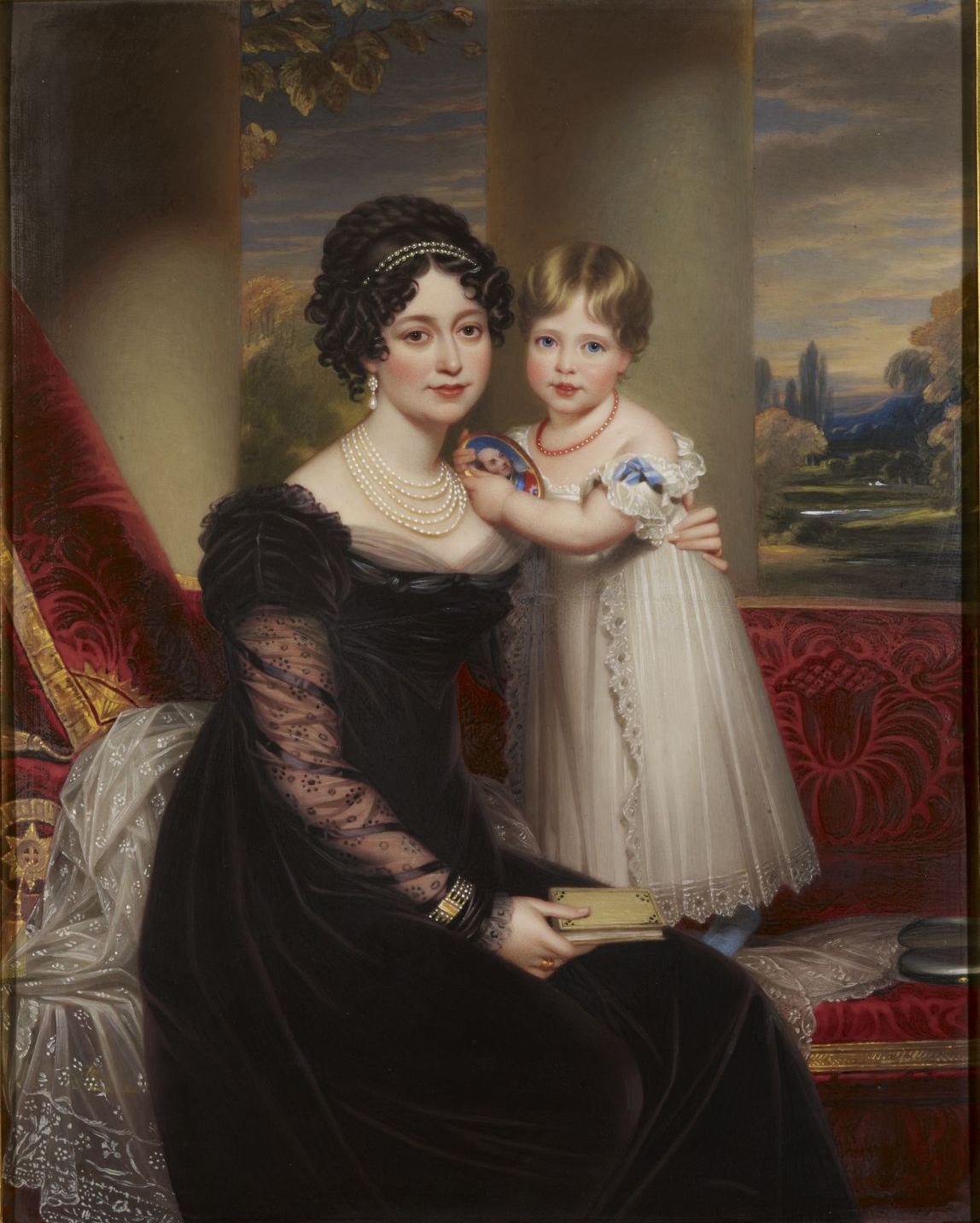
A duquesa de Kent e sua filha, Vitória, em 1821

A duquesa contou muito com John Conroy, um oficial irlandês que ela empregou como seu secretário particular. Talvez por causa da influência de Conroy, a relação entre a duquesa e seu cunhado, Guilherme IV, logo se azedou. Guilherme não tinha acesso à sua sobrinha, e a duquesa ainda o irritava tomando quartos do Palácio de Kensington que tinham sido reservados para o rei. Guilherme IV, que desprezava a influência de pessoas à sua volta sobre Vitória, chegou a dizer abertamente, durante um jantar no qual se sentiu novamente ofendido pela duquesa e por Conroy, que esperava que seu reinado continuasse até a maioridade de Vitória.

## Rumores
Houve alguns rumores de que a duquesa e Conroy eram amantes e de que o duque de Kent não era o pai biológico de Vitória. O livro Queen Victoria's Gene (1995), de William e Malcolm Potts, defende tais especulações mostrando a ausência de porfiria entre os descendentes da rainha. Os distúrbios tinham se espalhado por toda a família real britânica antes do nascimento de Vitória. Além disso, a ocorrência de hemofilia cresceu consideravelmente, mas era desconhecida tanto na família do duque como na família da duquesa (que é a mesma do príncipe consorte Alberto). Muitos autores, como Jerrold Packer (em seu livro Victoria's Daughters), entretanto, acham que a própria Vitória ficou surpresa com o surgimento desta doença, devido à sua ausência na família. Embora não tenha evidências para comprovar sua teoria, o primeiro livro citado também afirma que o duque era estéril, porque não teve filhos com sua amante de longa-data, Madame de Saint-Laurent, e que o suposto amante da duquesa era hemofílico. Contudo, é fato que a hemofilia pode aparecer espontaneamente.   

## A trama de Conroy

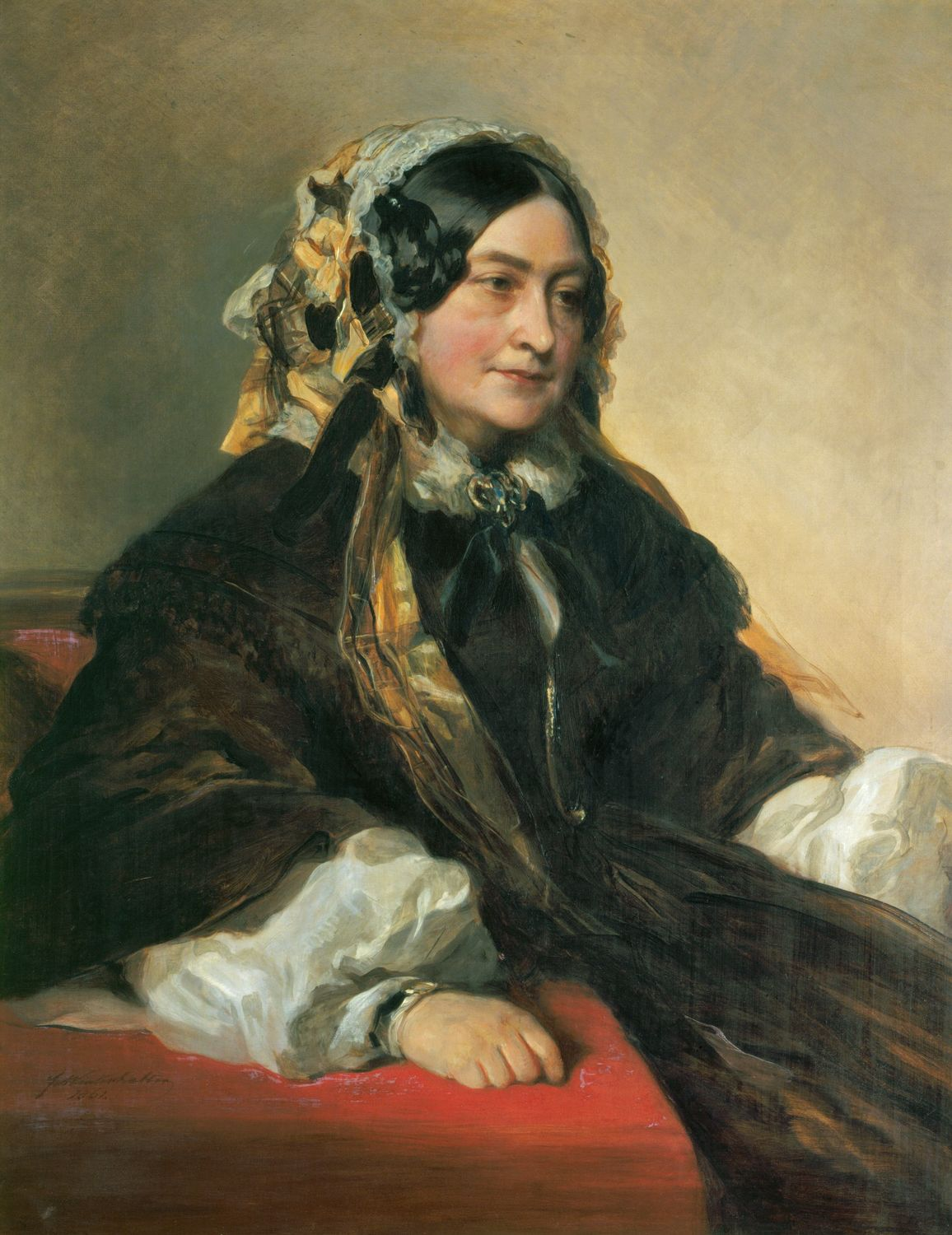
Vitória, Duquesa de Kent, em 1861

Conroy tinha grandes esperanças para sua patrona e para ele mesmo. Ele previu e imaginou Vitória sucedendo ao trono ainda jovem, precisando assim de um governo regencial, dirigido pela duquesa. Como secretário pessoal dessa, Conroy seria o verdadeiro "poder atrás do trono". Porém, ele não contou com o tio de Vitória, Guilherme IV, vivendo o suficiente para vê-la atingir a maioridade. Ele tinha preparado sua mãe como sua aliada, ignorando e insultando Vitória. Como ele não tinha mais influência sobre ela, Conroy tentou forçá-la, com a ajuda da duquesa, a assinar um documento que o tornaria seu secretário particular a partir de sua ascensão. O plano falhou, e Vitória começou a associar sua mãe com as tramas de Conroy. Quando ela finalmente se tornou rainha, transferiu a duquesa para apartamentos separados dos seus.      

## Reconciliação com Vitória
Quando a primeira filha da rainha, a princesa Vitória, nasceu, a duquesa achou-se inesperadamente, novamente, bem-vinda ao círculo privado de Vitória. Isso significou a demissão da baronesa Louise Lehzen, a pedido do marido de Vitória (e sobrinho da duquesa), o príncipe consorte Alberto. A influência de Lehzen, que desprezava a duquesa e Conroy, achando que tinham um caso ilícito, terminou consequentemente; então Alberto passou a influenciar Vitória, pedindo para que se reconciliasse com a mãe. As finanças da duquesa, que estavam arruinadas sob a administração de Conroy (agora exilado), foram restauradas por sua filha e pelos conselheiros dela. Alegadamente, ela tornou-se uma avó amorosa e esteve muito próxima de sua filha nos seus últimos anos.

## Morte
A duquesa de Kent faleceu em março de 1861. Ela foi enterrada em um mausoléu de Frogmore House, perto do Castelo de Windsor. A rainha sofreu muito com a morte de sua mãe; era o início de um ano desastroso, que terminaria com a morte de seu marido, o príncipe consorte Alberto.

## Títulos e estilos

### Títulos
- 1786-1803: Sua Alteza Sereníssima, a Princesa Vitória de Saxe-Coburgo.
- 1803-1814: Sua Alteza Sereníssima, a Princesa de Leiningen.
- 1818-1820: Sua Alteza Real, a Duquesa de Kent e Strathearn.
- 1820-1861: Sua Alteza Real, a Duquesa-viúva de Kent e Strathearn.